# PZL P.6
PZL P.6 là một mẫu máy bay tiêm kích của Ba Lan, do Zygmunt Puławski thiết kế, PZL chế tạo.

## Biến thể
- P.6/I: mẫu thử đầu tiên, sau trở thành mẫu thử P.7.

## Quốc gia sử dụng
Ba Lan
- Không quân Ba Lan

## Tính năng kỹ chiến thuật
Đặc điểm tổng quát
- Kíp lái: 1
- Chiều dài: 7,16 m ()
- Sải cánh: 10,3 m ()
- Chiều cao: 2,75 m ()
- Diện tích cánh: 17,3 m² ()
- Trọng lượng rỗng: 883 kg ()
- Trọng lượng có tải: 1.355 kg ()
- Trọng tải có ích: 452 kg ()
- Động cơ: 1 × Bristol Jupiter VI FH kiểu động cơ pis ton 9 xy-lanh, bố trí tròn, 480 hp ()

 Hiệu suất bay 
- Vận tốc cực đại: 284 km/h
- Vận tốc tắt ngưỡng: 103 km/h ()
- Tầm bay: 650 km ()
- Trần bay: 8.000 m ()
- Vận tốc lên cao: 10,3 m/s ()
- Tải trên cánh: 77,5 kg/cm² ()

Trang bị vũ khí

- 2 x súng máy Vickers E 7,7 mm